# Centaurea sphaerocephala
Centaurea sphaerocephala es una especie de plantas de la familia de las asteráceas.

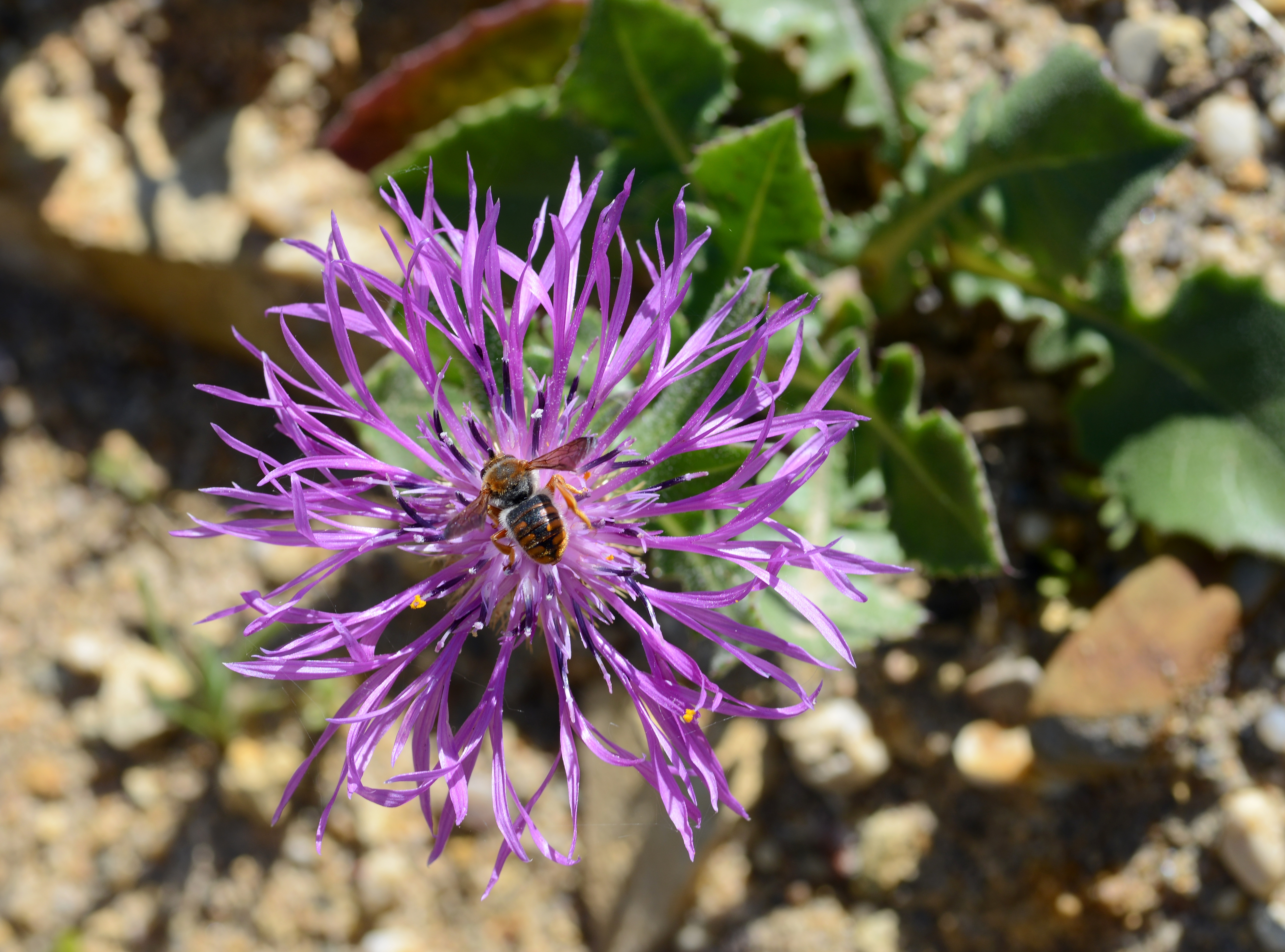
En su hábitat

## Descripción
Es una planta de  unos 25 a 50 cm de altura. Planta perenne, ascendente hasta erecta. Las hojas son muy polimorfas y con alguna pilosidad, de punta espinosa, las inferiores liradas, de hasta 8 cm de largo, con lóbulos puntiagudos toscamente dentados. Las hojas superiores dentadas hasta de márgenes enteros, más o menos semiabrazadoras. Flores reunidas en pequeños grupos en cabezuelas solitarias en los extremos de los tallos. Involucro de hasta 3,5 cm de ancho. Escamas involucrales umbeladas con 5-13 espinas marrones tirando a rojas, revueltas. Flores todas tubulares de 5 lacinias, de hasta 1,5 cm de largo, púrpuras, las externas estériles y agrandadas, las inferiores más pequeñas y fértiles. Fruto de hasta 4,5 mm de largo, corona de pelos ciliada, ausente en los aquenios más externos.

## Hábitat
Vive en zonas arenosas, dunas, matorrales bajo pinares.

## Distribución
Costa suratlántica de la península ibérica. En el Mediterráneo occidental, en el este hasta Italia

## Taxonomía
Centaurea sphaerocephala fue descrita por Carolus Linnaeus y publicado en Species Plantarum  2: 916.  1753.
Etimología
Centaurea: nombre genérico que procede del Griego kentauros, hombres-caballos que conocían las propiedades de las plantas medicinales.
sphaerocephala: epíteto latino que significa "con la cabeza esférica".
Sinonimia
- Calcitrapoides sphaerocephala (L.) Holub
- Centaurea caespitosa Cirillo
- Centaurea corsica Gand.
- Centaurea fontanesii (Spach) Spach ex Durieu
- Centaurea ixodes Pomel
- Centaurea linnaeana Walp.
- Centaurea pterocaulos Pomel[4]
  - subsp. lusitanica (Boiss. & Reut.) Nyman
- Calcitrapoides lusitanica (Boiss. & Reut.) Holub
- Centaurea lusitanica Boiss. & Reut.
  - subsp. malacitana (Boiss.) Dostál
- Calcitrapoides malacitana (Boiss.) Holub
- Centaurea malacitana Boiss.
- Centaurea sonchifolia subsp. malacitana (Boiss.) Nyman	
  - subsp. polyacantha (Willd.) Dostál
- Calcitrapoides polyacantha (Willd.) Holub
- Centaurea polyacantha Willd.
- Centaurea polyacantha var. adpressa Maire[5]